# Les Llosses
Les Llosses település Spanyolországban, Girona tartományban. Les Llosses Gombrèn, Campdevànol, Ripoll, Santa Maria de Besora, Montesquiu, Sora, Alpens, Borredà, Castell de l’Areny, La Pobla de Lillet és Sant Jaume de Frontanyà községekkel határos. Lakosainak száma 199 fő (2024).

## Népesség
A település népessége az elmúlt években az alábbi módon változott:
| Lakosok száma | 904  | 1249 | 1386 | 910  | 402  | 262  | 234  | 211  | 218  | 199  |
|               | 1717 | 1887 | 1936 | 1960 | 1986 | 2004 | 2009 | 2014 | 2019 | 2024 |